# Punta Judas-formatie
De Punta Judas-formatie is een geologische formatie in Costa Rica die afzettingen uit het Mioceen omvat. 
De Punta Judas-formatie bevindt zich aan de Pacifische kust in de provincie Puntarenas. Deze formatie dateert uit het Midden-Mioceen. De ichthyofauna bestaat uit ombervissen (Sciaenidae), de uitgestorven adelaarsrog Aetobatus arcuatus, een adelaarsrog (Myliobatis sp.), een koeneusrog (Rhinoptera sp.), een stekelstaartrog (Dasyatis sp.), de schemerhaai (Carcharhinus obscurus), een roofhaai (Carcharhinus priscus), een uitgestorven citroenhaai (Negaprion eurybathrodon) en een uitgestorven steeksnuithaai (Scoliodon taxandriae). 
Andere formaties in Costa Rica met mariene fauna uit het Mioceen zijn de Curré-formatie, Río Banano-formatie en de Uscari-formatie.